# Apurímac (regio)
Apurímac (God spreekt) (Aymara en Quechua: Apurimaq) is een regio van Peru, gelegen in het zuidelijke deel van het centrale gebergte. De regio heeft een oppervlakte van 20.896 km² en heeft 458.830 inwoners (2015). Het grenst aan Cuzco in het noorden en het oosten, Ayacucho in het westen en Arequipa in het zuiden. De hoofdstad is Abancay. De tweede stad van enige betekenis is Andahuaylas.

## Bestuurlijke indeling
De regio is verdeeld in zeven provincies, die weer zijn onderverdeeld in 85 districten. Achter elke provincie wordt de hoofdplaats genoemd.
| Nr. | Provincie   | Inwoners | Oppervlakte | UBIGEO | Districten | Hoofdplaats    | Inwoners |
| --- | ----------- | -------- | ----------- | ------ | ---------- | -------------- | -------- |
| 1   | Abancay     | 110.520  | 3.447 km²   | 0301   | 9          | Abancay        | 89.025   |
| 2   | Andahuaylas | 142.477  | 3.987 km²   | 0302   | 20         | Andahuaylas    | 46.035   |
| 3   | Antabamba   | 11.310   | 3.219 km²   | 0303   | 7          | Antabamba      | 1.972    |
| 4   | Aymaraes    | 24.307   | 4.213 km²   | 0304   | 17         | Chalhuanca     | -        |
| 5   | Chincheros  | 45.247   | 1.242 km²   | 0306   | 12         | Chincheros     | 6.971    |
| 6   | Cotabambas  | 50.656   | 2.613 km²   | 0305   | 6          | Cotabambas     | -        |
| 7   | Grau        | 21.242   | 2.175 km²   | 0307   | 14         | Chuquibambilla | 3.066    |

| Detailkaart |
| ----------- |
|             |
| Provincies  |

## Geografie
Apurímac ligt in het zuidelijke gedeelte van het centrale gebergte (Sierra) van Peru en wordt geheel omsloten door andere regio's. Het grenst niet aan zee en niet aan een van de buurlanden.
Amazonas · Áncash · Apurímac · Arequipa · Ayacucho · Cajamarca · Callao · Cuzco · Huancavelica · Huánuco · Ica · Junín · La Libertad · Lambayeque · Lima · Loreto · Madre de Dios · Moquegua · Pasco · Piura · Puno · San Martín · Tacna · Tumbes · Ucayali

Zelfstandige provincie: Lima